# Jharkhand Mukti Morcha
Jharkhand Mukti Morcha ("Jharkhands befrielsefront") är ett politiskt parti som huvudsakligen är aktivt i den indiska delstaten Jharkhand, men även har verksamhet i Odisha och Västbengalen. Partiet är ett nationellt sinnat adivasiparti. Partiledaren heter Shibu Soren.
Partiet fick 5 mandat i 2004 års val till Lok Sabha, 1996 erövrade man ett mandat, 1991 erövrade man 6 mandat och 1989 fick man 3 mandat. Partiet ingick 2004 i United Progressive Alliance.